# Enrique Checa Eguiguren
Juan Enrique Checa Eguiguren (Piura, 21 de agosto de 1907 – Piura, 7 de septiembre de 1973) fue un político peruano que llegó a ocupar la alcaldía provincial de Sullana en los años 1940 y fue senador en los años 1950.

## Biografía
Nació en Piura, Perú, el 21 de agosto de 1907, siendo el décimo hijo de Miguel Checa y Checa y Victoria Eguiguren Escudero. El 6 de febrero de 1927, al firmar el acta de instalación de la Esmeralda de Colán, fue uno de fundadores de este balneario.
Fue alcalde de Sullana entre 1941 y 1944. y en 1950 fue elegido senador por el departamento de Piura (1950-1956). Durante su gestión tuvo participación en los movimientos sociales que motivaron la creación de la Universidad Nacional de Piura.
Falleció en Piura el 7 de septiembre de 1973.